# Hyloniscus travnicensis
Hyloniscus travnicensis är en kräftdjursart som beskrevs av Buturovic1955. Hyloniscus travnicensis ingår i släktet Hyloniscus och familjen Trichoniscidae. Inga underarter finns listade i Catalogue of Life.